# امامزاده عبداله (تویسرکان)
امامزاده عبداله  مربوط به دوره صفوی است و در شهرستان تویسرکان، بخش مرکز ی، دهستان کرزان رود، روستای کرزان واقع شده و این اثر در تاریخ ۱۵ دی ۱۳۸۷ با شمارهٔ ثبت ۲۴۳۲۶ به‌عنوان یکی از آثار ملی ایران به ثبت رسیده است.